# Ruda (okres Žďár nad Sázavou)
Ruda (německy Eisenberg) je obec v okrese Žďár nad Sázavou v Kraji Vysočina. Žije zde 414 obyvatel.
Sousedními obcemi sídla jsou Velká Bíteš, Březejc, Jabloňov, Osová Bítýška, Záblatí, Ořechov a Tasov.

## Historie
První písemná zmínka o obci pochází z roku 1353.

## Obyvatelstvo
| Rok            | 1869 | 1880 | 1890 | 1900 | 1910 | 1921 | 1930 | 1950 | 1961 | 1970 | 1980 | 1991 | 2001 | 2006 | 2013 |
| Počet obyvatel | 508  | 528  | 559  | 541  | 543  | 533  | 527  | 409  | 421  | 343  | 391  | 367  | 357  | 337  | 355  |

## Poloha, vybavenost
Obec leží na silnici II/602, spojující Velké Meziříčí a Velkou Bíteš, ale především Jihlavu a Brno a je vzdálená cca 2 km od dálnice D1. Obec je plynofikována a je celá pokrytá bezdrátovým internetem. V obci se nachází základní škola (první stupeň), kostel sv. Jiljí, sbor dobrovolných hasičů, hostinec, knihovna, obchod s potravinami, kulturní dům, fotbalové hřiště.
Obec pořádá například cyklistickou akci Zlaté kolo Vysočiny nebo setkání příznivců traktorů s názvem Traktorfest.

## Školství
- Základní škola Ruda

## Pamětihodnosti
- Kostel sv. Jiljí
- Boží muka u silnice do Jabloňova
- Boží muka v polích
- Smírčí kříž u silnice směrem na Velké Meziříčí

## Doprava
Územím obce prochází dálnice D1 s exitem 153 (Lhotka). Kříží se zde silnice II/390 v úseku Osová Bítýška - D1 - Tasov a silnice II/602 v úseku Velká Bíteš - Ruda - Velké Meziříčí. Severní částí katastru prochází silnice III/03719 v úseku Březejc - Ronov - Ořechov

## Významní rodáci
- Ludvík Horký (1913–2008), katolický kněz, děkan svatopetrské kapituly (1972–2008) a administrátor brněnské diecéze (1972–1990)

## Části obce
- Ruda
- Lhotka

V letech 1869–1880 k obci patřila i Březejc.